# 떴다 오빠 (Oppa, Oppa)
《떴다 오빠 (Oppa, Oppa)》는 그룹 슈퍼주니어의 유닛 슈퍼주니어-D&E의 디지털 싱글이다.
슈퍼주니어 멤버 동해와 은혁이 디지털 싱글 ‘떴다 오빠’를 발표하고 ‘레트로 보이’로 깜짝 변신한다.
오는 16일 각종 음악 사이트를 통해 공개되는 이번 디지털 싱글에는 동해와 은혁이 함께 호흡을 맞춘 ‘떴다 오빠’와 동해의 솔로곡 ‘첫사랑’ 등 2곡이 수록되어 있어, 음악 팬들의 뜨거운 반응이 기대된다.
타이틀 곡 ‘떴다 오빠’는 레트로 디스코 분위기의 발랄한 리듬과 비트에 어울리는 재미있고 유쾌한 가사가 돋보이는 신나는 댄스 곡으로, 가사에는 KPOP이 세계적으로 주목 받고 있는 요즘, 전세계 어딜 가나 팬들이 “오빠”라고 외친다는 내용으로 글로벌 한류 스타로 자리매김한 슈퍼주니어의 인기를 위트있게 표현하고 있다.
더불어 동해가 직접 작사한 ‘첫사랑’은 ‘떴다 오빠’의 Prelude(전주곡)에 해당하는 동해의 솔로 발라드 곡으로, 부드럽고 조용한 피아노와 스트링이 심플한 멜로디와 조화를 이루고 있으며, 밝고 경쾌한 ‘떴다 오빠’와는 대조적인 분위기를 느낄 수 있겠다.
특히 동해와 은혁은 ‘슈퍼쇼4’ 콘서트 무대에서 최고의 호흡을 보여준 만큼, 연말을 맞아 팬들에게 특별한 선물로 색다른 즐거움을 전하기 위해 ‘떴다 오빠’로 방송 활동도 펼칠 계획이어서, 팬들을 더욱 설레게 한다.
한편, 슈퍼주니어 동해&은혁은 오는 16일 KBS ‘뮤직뱅크’, 18일 SBS ‘인기가요’에 출연해 ‘떴다 오빠’의 신나는 무대를 선보일 예정이다.

## 수록곡
| #  | 제목                       | 작사  | 작곡             | 편곡           | 재생 시간 |
| -- | -------------------------- | ----- | ---------------- | -------------- | --------- |
| 1. | 〈첫사랑 (First Love)〉    | 동해  | Peter            | Peter          | 2:06      |
| 2. | 〈떴다 오빠 (Oppa, Oppa)〉 | Peter | STEVEN GREENBERG | Team One Sound | 3:17      |